# أنتونيو لاينغ
أنتونيو لاينغ (بالإسبانية: Antonio Laing) (مواليد 27 ديسمبر 1958) هو لاعب كرة قدم. يلعب مع منتخب هندوراس لكرة القدم. سبق له أن لعب في كأس العالم لكرة القدم مع منتخب بلاده.

## روابط خارجية
- أنتونيو لاينغ على موقع الاتحاد الدولي (مؤرشف)  (الإنجليزية)
- أنتونيو لاينغ على موقع قاعدة بيانات كرة القدم.إي يو (الإنجليزية)
- أنتونيو لاينغ على موقع ناشيونال فوتبول تيمز (الإنجليزية)
- أنتونيو لاينغ على موقع Soccerway.com (الإنجليزية)
- أنتونيو لاينغ على موقع عالم كرة القدم.نت (الإنجليزية)